# Eruguera ullgroga
L'eruguera ullgroga (Coracina caledonica) és una espècie d'ocell de la família dels campefàgids (Campephagidae).
Habita boscos, principalment de muntanya, de les Illes Salomó a Bougainville, Kulambangra, Nova Geòrgia, Vangunu, Santa Isabel i Guadalcanal. Vanuatu a Espiritu Santo, Malo, Malekula i Erromango. També a les illes Lifu i Nova Caledònia.